# Edwards-fügepapagáj
Az Edwards-fügepapagáj (Psittaculirostris edwardsii) a madarak osztályának papagájalakúak (Psittaciformes) rendjébe és a szakállaspapagáj-félék (Psittaculidae) családjába, azon belül a lóriformák (Loriinae) alcsaládjába tartozó faj.

## Rendszerezése
A fajt Emile Oustalet francia zoológus írta le 1885-ben, a Cyclopsittacus nembe Cyclopsittacus Edwardsii néven. Magyar és tudományos faji nevét Alphonse Milne-Edwards francia természettudósról kapta.

## Előfordulása
Új-Guinea szigetén, Indonézia és Pápua Új-Guinea területén honos. Természetes élőhelyei a szubtrópusi vagy trópusi síkvidéki és hegyi esőerdők, valamint szavannák. Állandó nem vonuló faj.

## Megjelenése
Testhossza 18 centiméter.

## Szaporodása
|  |

## Természetvédelmi helyzete
Az elterjedési területe nem nagy, egyedszáma gyakori és stabil. A Természetvédelmi Világszövetség Vörös listáján nem fenyegetett fajként szerepel.